# 和与
和与（わよ）とは、古代・中世日本における法律用語の1つ。本来は贈与の意味であったが、鎌倉時代初め頃より（訴訟における）和解という意味も持つようになり、中世を通じて両方の意味で用いられていた。

## 概要

### 「和与」の語源
和与の和訓は「あまなひあたふ（=和（あまな）い与える）」という語であったと考えられている。これは当事者間の和い（合意もしくは妥協）によって一方あるいは相互に利益を供与するという意味を持っていた。本項目で採り上げられている贈与と和解はともに和い与える性格を有しており、後に両方の意味を持った背景として考えられている。
法律用語としては、養老律令名例律32条（彼此倶罪条）の条文が語源であるとされている。ただし、平山行三は同条にある「取与不和」（合意がないままに相手から取り上げること ）の反対解釈として捉えるのに対して、長又高夫は同じく「雖和与者無罪」（合意があって与えられたものなので無罪とすべきところ ）に由来するという説を唱えている。ただし、この条文は違法な授受行為によって得た物（贓物）の返還義務を巡る規定であり、一般的な贈与の意味による和与について定めた規定ではなかった
。

### 贈与としての「和与」
一般的な贈与の意味で「和与」という言葉が用いられるようになったのは院政期に入ってからであると考えられている。鎌倉時代の『明法条々勘録』に引用されている平安時代中期（摂関政治期）の明法家惟宗允亮の著作『政事要略』逸文には、「志与他人之後 専無返領之理」という見解が出現しそれが通規（通説）であると述べている。当時、和与ではなく志与（こころざしあたえる）という用語が用いられているものの、他人への好意から進んで与えたもの（志）は返還（悔返）できないという後世の和与の原則と共通する見解が通説として扱われている。こうした志与が土地や所職などによって行われた場合には、贈与の事実を確認するために証文などが交わされたと考えられているが、それでも後日において贈与の事実の有無を巡って紛糾が発生することもあった。このため、当該行為が当事者間の和いによる志与であった事実を証文の文中において強調することで、当該行為に悔返が発生しないことを宣言するようになる。それが、名例律32条の条文にあった本来無関係の「和与｣の語句と結び付けられ、律令法・初期公家法及び明法家学説の集大成である『法曹至要抄』には「和与物不悔返事（和与した物は悔返してはならない）」と記され、公家法における一種の法諺として社会に定着することになった。ただし、名例律32条の本来の解釈では法令に違反する方法で獲得した贓物は、たとえ当事者間の合意の有る授受であったとしても原所有者に返還する義務があるとするものであり、一般的な合意のある授受（すなわち贈与の意味での「和与」）は返還の対象とはならないとした『法曹至要抄』の解釈はこれと矛盾する内容を含んでいた。これを明法家によって名例律の拡大解釈が行われて現実に適合させたと捉えるか、単に明法道の衰退と家学化による学術水準の低下や律令法自体の弛緩によって条文本来の意味が忘れられて矛盾が見過ごされてしまったのか、歴史学者の間でも見解が分かれている。
ただし、贈与の意味で用いられる和与にも大きく分けると2種類があった。すなわち、所有者が生前に自己の相続人に対して無償で財産の譲与を行って相続と同じ効果を図るものとそれ以外の第三者（非血縁者であるのが一般的）に対して贈与を行うことである。後者の場合を特に「他人和与」と呼ぶ。広義においては、寺社への寄進も神仏への和与として扱われる。前者の相続人に対する和与においては、かつてはいかなる場合でも悔返は出来ないとするのが通説であったが、近年においては子孫教令違反などの不孝に相当する行為を子孫が犯せば悔返は発生するという説も出されている。それでも前者における悔返は厳しく制限され、後者の他人和与の場合には悔返は一切禁じられていた。この時代、所領所職を媒介とした譲与・寄進が盛んになる中で、所有権の安定を図るために悔返の出来ない権利移転である「和与」の原則を導入することで、所有権を巡る訴訟抑制の効果があったと考えられている。

### 和解としての「和与」
一方、訴訟における和解の意味での「和与」という言葉の具体的な発生時期については、必ずしも明らかではない。だが、訴訟を終結させるための条件もしくは結果として贈与としての和与を行う例は平安時代末期には既に見られており（例:相馬御厨の領主の地位を巡って伊勢神宮禰宜間で交わされた和与状（『櫟木文書』「仁安二年六月十四日付皇太神宮権祢宜荒木田明盛和与状」（『平安遺文』第7巻3425号所収））、訴訟の和解のために双方の合意に基づいて行われる権利の贈与を意味する「和与」から派生して、訴訟における和解（手続上は原告側の訴え取下）そのもの意味でも「和与」という言葉が用いられたと考えられている。
鎌倉幕府の成立は訴訟の解決手段としての和与の役割を強めることとなる。鎌倉幕府と「御恩と奉公」と呼ばれる主従関係で結ばれた御家人が受けていた御恩の実態は、幕府から与えられあるいは権利を保障された所領及びこれに付随する所職（職の体系を参照のこと）で、彼らはそこから発生する経済的な権限を生活の糧として暮らしていたことから、その権利を巡る紛争が生じて幕府への訴訟が行われた。これは荘園に対する地頭の設置や承久の乱による新補地頭の成立によって、所務や土地支配を巡る荘園領主と地頭である御家人あるいは御家人同士の争いに一層拍車がかかっていった。そこで執権北条泰時の時代に訴訟制度が整備され、公家法の要素を一部取り込みながら『御成敗式目』を制定した。とは言え、本来軍事組織であった鎌倉幕府には司法機関としてのシステムとそれを築く環境が十分には備わっていなかったために訴訟の処理には限界があり、訴訟当事者双方の経済的負担も大きかった。そのため、訴訟当事者において和与によって訴訟を早く解決させる動きが広がり、鎌倉幕府としても訴訟の迅速な処理を図るために和与による訴訟の早期終結を直接的あるいは間接的に推奨したことから、和与による訴訟の和解・終結が図られるようになった。
和解の和与は、訴訟で判決が出される前の段階（いずれの段階でも可能）に中人と呼ばれる第三者によって和与条件の摺り合わせが行われる。中人は原則として訴訟と直接関係の人物が務め、訴訟当事者双方が同地域の住人ある場合には、当該地域の有力者が立つことが多かった。訴訟当事者がこれに同意した場合には、相互に訴訟に関する合意の意思を交わした和与状を作成し、訴人（原告）は論人（被告）に対して和与状をもって訴訟を止めることを約束する。その後、訴人と論人が同一内容の2通の和与状に署判を行ってそれぞれ1通ずつ交付され訴訟取下が行われることで和与は成立する。ただし、これは「私和与」と呼ばれ当事者間のみの合意であったことから、必ずしも強制力がなかった。従って、訴人が判決が出される前に取下が行われないまま判決が出された場合には私和与は無効とされた。そのため、訴人と論人の双方が訴訟機関（鎌倉幕府では鎌倉・六波羅探題・鎮西府）に対して2通の和与状を提出し、訴訟機関の審査の結果正当な和与と認められた場合には和与状に訴訟担当奉行の証判が押され、和与状の内容を承認したことを示す裁許状・下知状が訴訟当事者双方に交付されることで法的拘束力を有することとなった。和与状への奉行の署判と裁許状・下知状の交付によって訴訟機関は当該訴訟の終結を宣言した。幕府の許可を受けた和与は「下知違背之咎（げちいはいのとが）」の法理によって保障され、当事者が和与の条件に違反をすれば所領没収などの刑罰が課された。また、後日越訴や別の訴訟が発生した場合でも前回の和与状の内容がそのまま根拠として裁決された。なお、荘園内における地頭と領家の紛争において、和与の条件として下地中分に代表される下地（土地）・上分（得分・収益）の中分が行われる場合（折半もしくは1:2の分割）を特に和与中分（わよちゅうぶん）と称し、こうした紛争は荘園の所務に関する契約を巡って生じることが多かったことから、その結果として成立した和与を所務和与と呼んだ。

### 他人和与の禁止と訴訟における和与の広がり
その一方で鎌倉幕府の法制の特徴として贈与の意味での和与に対する制限が行われたことが注目される。『御成敗式目』では従来きわめて限定的にしか認められていなかった悔返を大幅に認め、特に親が親権に基づいて子孫に対する悔返はほぼ無制限に認められることとなった。これは、御家人及びその一族郎党が惣領を中心とした族的結合（惣領制）と財政基盤（御家人領）の維持していく姿勢に基づくもので、惣領もしくは親の指示に従わず統率を外れるものを幕府への奉公の実行に対する障害とみなして排する意図があった。この他にも和与に代わって一代限りの贈与である一期分が行われるようになったのもこの時期である。だが、公家法・武家法問わず他人和与の悔返を認めることは取引関係の不安定をもたらすことから、法理としては認められなかった。だが、鎌倉幕府から見れば他人和与は御家人領の散逸のみならず、幕府と主従関係にある御家人にあたえた恩給知行が、主従関係にない第三者に和与された場合、第三者には「御恩」に対する「奉公」の義務が無く、義務違反による恩給地の取り戻し（収公）が不可能になるという問題も生じる可能性があった。そこで、鎌倉幕府は文永4年（1268年）他人和与そのものの禁止を命じた（同年12月26日付「関東評定事書」（『新編追加』所収『鎌倉遺文』9838号）。
もっとも、寺社への寄進などは全面禁止はされず、それ以外の他人和与についても禁止が命じられた後も売買や譲与、担保の対価として結果的に他人和与が行われる事態が相次ぎ、鎌倉幕府としても御家人役の仕組を維持することが困難となった。そこに元寇の発生が追い討ちをかけ、鎌倉幕府としても朝廷と連携しながら積極的に公権力の行使を行うようことで体制の維持を図る必要性に迫られた。そこで行われたのは、裁許状・下知状交付を前提にした訴訟前段階での和与奨励策や「召文違背」を理由とした敗訴判決など迅速な訴訟処理策であり、より強力な他人和与の規制と恩給地の回復を目指したのが永仁の徳政令であった。
以後も他人和与の禁止と徳政令によって恩給地の流出の阻止を図ろうとする武家政権側と徳政令からの公的保護や対抗文言を備えようとする商人・寺院などの第三者側、更に中世後期には徳政一揆によって流出した土地の回復を図ろうとする農民らを巻き込んだ対立は続いた。その一方で、和与に基づく訴訟の終結という法手続は中世の社会に広く浸透していくことになった。